# Étienne Fougère
Pour les articles homonymes, voir Fougère (homonymie).
Étienne Fougère est un industriel, un leader patronal et un homme politique français né le 4 janvier 1871 à Panissières (Loire) et mort le 14 avril 1944 à Lyon (Rhône).

## L'industriel du textile et le leader patronal
Petit-fils d'un artisan et fils d'un employé de commerce, Étienne Fougère fait carrière dès l'âge de 17 ans comme employé dans l'industrie des soieries et devint fabricant à Lyon (Maison Fougère Frères, fondée en 1905, devenue en 1923 Fougère frères et fils puis en 1931 Fougère frères et fils et Cie). 
Il se montre très actif dans les organisations patronales, à Lyon puis à Paris, où il s'installe en 1928. Il est membre de la Chambre de commerce de Lyon, de la Chambre de commerce internationale, président du syndicat des fabricants de soieries de Lyon, de 1922 à 1926), de la Fédération française de la soie (à partir de 1923), qu'il a constituée, de la Fédération internationale de la soie (à partir de 1926). 
Il préside également l'Association industrielle, commerciale et agricole (AICA) de Lyon et de la région, à partir de sa constitution en 1918, la Fédération des associations régionales du commerce, de l'industrie et de l'agriculture, qu'il met sur pied en 1921 et qui devient en 1923 sous son impulsion le 23e groupement de la Confédération générale de la production française, le Comité d'action des industries et commerces d'exportation, ainsi que, de 1925 à 1943, l'Association nationale d'expansion économique, liée à la CGPF et fondée en 1915. C'est une association interprofessionnelle qui milite pour la promotion du commerce extérieur et des entreprises exportatrices et entend peser sur la politique commerciale des pouvoirs politiques. Il est membre du conseil d'administration du quotidien lié au patronat La Journée industrielle, dirigé par Claude-Joseph Gignoux. Il est enfin l'un des vice-présidents de la Confédération générale du patronat français (CGPF) en 1936.
Il fait partie du groupe des « experts » lors des négociations douanières internationales (1924, 1926-27) et du « comité des experts » mis en place en 1926 par le président du conseil Aristide Briand par diagnostiquer les raisons de la crise des changes et proposer au gouvernement des mesures pour y remédier. 
Il a été un membre dirigeant du Redressement français et a soutenu son programme politique, économique et social. 
Il fonde en 1923 avec Aymé Bernard, autre patron lyonnais, le Rotary-club lyonnais, qu'il préside, et devient le deuxième gouverneur du district français du Rotary International (1927-1930). Il préside par la suite la commission économique du Rotary français. Dans les colonnes de son périodique, il appelle en 1937 à la profession organisée : « L’organisation des professions est aujourd’hui une nécessité impérieuse. Elle l’est au point de vue économique ; elle l’est au point de vue social ». Il est pour la constitution de syndicats, pour les employeurs et pour les employés, avec des relations fondées sur « la hiérarchie respectée » et « la collaboration confiante et loyale ». Car dans le domaine économique, « tout doit être réglé, mesuré, coordonné » et seule la profession peut établir les règles. Dans le domaine social, c’est à la profession de prendre en charge les secours (chômage, vieillesse, maladies), contre l’État « qui est sorti de son rôle de régulateur et d’arbitre pour substituer son autorité anonyme et sans âme à l’autorité naturelle de ceux qui travaillent et qui coopèrent ensemble ». Ce sont peu ou prou les thèses du nouveau président de la CGPF, Claude-Joseph Gignoux.

## L'homme politique
Fougère contribue à implanter à Lyon la Fédération républicaine dans le 6e arrondissement en 1903. Il est candidat malheureux de ce parti aux élections législatives à Lyon en 1906, 1910 et 1914, battu par Pierre Colliard. Il est alors engagé dans la défense de l'enseignement catholique : il est vice-président de l'Association des anciens élèves des Frères et des écoles libres catholiques de Lyon, secrétaire général de la Fédération des amicales de l'enseignement catholique de France, secrétaire du Comité général des Unions régionales d’Associations amicales de l’enseignement libre, membre de la Ligue de la liberté de l'enseignement. 
Il parvient à se faire élire conseiller général du Rhône en 1913, après un échec en 1907, puis conseiller municipal de Lyon (1919-1923). Il mène sans succès après 1918 des tentatives de rapprochement entre les « progressistes » de la Fédération républicaine et l'aile droite des radicaux, tentatives entravées par les dirigeants lyonnais de la Fédération républicaine. Il connaît encore un nouvel échec aux élections législatives de 1924 : la liste menée par le député sortant Auguste Isaac, sur laquelle il figure, n'a aucun élu. Il échoue aussi aux élections municipales de 1925. 
Il cesse de s'intéresser aux luttes politiques à Lyon et décide de se présenter aux élections législatives dans la Loire, son département d'origine. Investi par l'Alliance démocratique, il est élu député en 1928 de Montbrison. Il échoue à constituer à la Chambre un groupe des nouveaux élus qui se serait préoccupé avant tout des questions économiques, mais parvient à mettre en place un intergroupe d'études économiques et sociales avec d'autres députés, notamment Claude-Joseph Gignoux. Il siège au groupe des Républicains de gauche, dont il est l'un des vice-présidents. Il préside la commission des douanes et des accords commerciaux de 1928 à 1932. 
Son assise politique est fragile : il ne parvient pas à se faire élire conseiller général de la Loire en 1928 et il ne parvient pas à conserver son siège de député en 1932 ; il est battu par un radical-socialiste, Antoine Ravel. 
Il se porte candidat aux élections législatives de 1936 à Paris, dans le 8e arrondissement, mais il se désiste après le premier tour pour Charles des Isnards, élu. 
Dans l'entre-deux-guerres, il est membre du comité directeur de l'Alliance démocratique (centre-droit), vice-président de sa fédération de Paris à la fin des années 1930.

## Le militant de la réconciliation franco-allemande
Se réclamant de la mouvance pacifiste d'Aristide Briand, il milite pour une Europe économique et une réconciliation franco-allemande : il est membre du Comité franco-allemand d'information et de documentation, fondé en 1925, de l'Union douanière européenne (1927), du Comité d'entente international (dit comité Fougère), fondé en juillet 1931, et qui définit comme objectif essentiel « l'entente franco-allemande », de la commission de coopération économique franco-allemande, du comité franco-allemand du Rotary, du comité de direction économique de la revue Pax. Il est directeur politique et membre du conseil d'administration de l'hebdomadaire L'Européen, de 1929 à 1936, puis du mensuel du même nom de 1939 à 1940. Ce périodique qu'il finance en partie et qui lui sert de tribune est favorable à « l'entente économique des pays européens », hostile au « nationalisme morbide qui pousse tous les peuples à se replier économiquement sur eux-mêmes » et aux « barrières douanières inconsidéres », et préconise la recherche d'une troisième voie européenne entre le capitalisme américain et le communisme soviétique. 
Au lendemain de l'arrivée au pouvoir d'Hitler en 1933, Fougère dénonce l'antisémitisme en Allemagne, mais appelle à ne « rien perdre au tragique » et à ne « pas creuser entre l'Allemagne et le reste du monde un fossé qui pourrait être difficile à combler ». En 1935, il est conscient que « le peuple allemand s'est soumis à un régime dictatorial, dont le principe de force a été un nationalisme farouche », conscient des discours ambigus d'Hitler et de « la doctrine sauvagement agressive de Mein Kampf », mais appelle ses lecteurs à « avoir confiance et à garder tout (leur) sang-froid » et souhaite encore « inviter plus formellement l'Allemagne à coopérer directement à la construction de la paix ». Il considère alors la guerre comme « la pire des calamités, qu'il faut réduire à tout prix ». Il adhère au Comité France-Allemagne, fondé fin 1935, et entre à son conseil d'administration. Il soutient en 1938 le président de l'Alliance démocratique, Pierre-Étienne Flandin, critiqué par des membres de son parti en raison de ses prises de position pacifistes sinon défaitistes à l'occasion des Accords de Munich, notamment son télégramme de félicitation adressé à Hitler.
Durant l'Occupation, il fait figure de collaborationniste modéré, partisan de l'autarcie européenne et de la réorganisation économique de l'Europe après une éventuelle victoire allemande, notamment dans un nouveau périodique qu'il fonde en novembre 1940, L'Informateur du commerce et de l'industrie. Il participe à une exposition à Paris sur le thème de la « France européenne », organisée par le régime de Vichy avec la bénédiction des autorités allemandes. 
Malade, il se retire de la vie publique en 1943.

## Sources
- « Étienne Fougère », dans le Dictionnaire des parlementaires français (1889-1940), sous la direction de Jean Jolly, PUF, 1960 [détail de l’édition] (lire en ligne )
- Laurence Badel, Un milieu libéral et européen, Comité pour l'histoire économique et financière de la France, 1999
- Étienne Deschamps, Étienne Fougère, 1871-1944. Le projet européen d'un dirigeant patronal au cœur des réseaux et des influences, dans Gérard Bossuat, Georges Saunier (dir.), Inventer l'Europe. Histoire nouvelle des groupes d'influence et des acteurs de l'unité européenne, Euroclio, Peter Lang, 2003, p. 79-93
- Jean Garrigues, Les patrons et la politique: 150 ans de liaisons dangereuses, 2011
- Mathias Bernard, La dérive des modérés: la Fédération républicaine du Rhône sous la IIIe République, L'Harmattan, 1998
- Collectif, Dictionnaire historique des patrons français, Flammarion, 2010: articles de Pierre Vernus (les soyeux lyonnais" et "Les organisations patronales à l'échelle locale: le cas de Lyon"), de Clotilde Druelle-Korn ("L'ANEE")